# Вербовський Іван Устимович
Іва́н Усти́мович Вербо́вський (нар. 7 листопада 1910 — 12 жовтня 1978) — Герой Радянського Союзу (1945). У роки німецько-радянської війни, санітарний інструктор 3-го стрілецького батальйону 26-го гвардійського повітряно-десантного полку 9-ї гвардійської повітряно-десантної дивізії (5-та гвардійська армія, Перший Український фронт), гвардії старшина.

## Життєпис
Народився 7 листопада 1910 року в містечку Іванівка Єлизаветградського повіту Херсонської губернії (нині — село Новоархангельського району Кіровоградської області) в селянській родині. Українець. Здобув початкову освіту. Трудову діяльність розпочав у рідному селі, згодом — в риболовецькій артілі на Кубані, матросом на пароплаві «Волга», ковалем на кінному заводі, конюхом у радгоспі «Запорізький».
До лав Червоної армії призваний 25 березня 1944 року Хмельовським РВК Кіровоградської області. Закінчив курси санітарних інструкторів. За період бойових дій санітарний інструктор 3-го стрілецького батальйону 26-го гвардійського повітряно-десантного полку 9-ї гвардійської повітряно-десантної дивізії гвардії старшина І. У. Вербовський виніс з поля бою близько 500 поранених бійців і командирів разом з їх особистою зброєю, знищив 23 солдатів ворога та 7 офіцерів, 9 — полонив.
Демобілізований у вересні 1945 року. Мешкав у Тирасполі (Молдова), де й помер 12 жовтня 1978 року. Похований на «Дальньому» кладовищі.

## Нагороди і почесні звання
Указом Президії Верховної Ради СРСР від 27 червня 1945 року за зразкове виконання бойових завдань командування на фронті боротьби з німецько-фашистськими загарбниками та виявлені при цьому відвагу і героїзм, гвардії старшині Вербовському Івану Устимовичу присвоєне звання Героя Радянського Союзу з врученням ордена Леніна і медалі «Золота Зірка» (№ 8696).
Також нагороджений орденом Червоного Прапора (10.09.1944) і медалями.